# 囮物語
『囮物語』（オトリモノガタリ）は、西尾維新による青春怪異小説。〈物語〉シリーズの第7弾（通巻10巻目）として講談社BOXレーベルにて2011年6月に刊行された。イラストレーションはVOFAN。

## 概要
現代の怪異を描き、大ヒットした『化物語』のその後を描いた物語シリーズ新章（第2シーズン）の第4弾。話数表記およびサブタイトルは第乱話「なでこメドゥーサ」となっている。『化物語』の第四話「なでこスネイク」に登場し、蛇に巻きつかれた少女・千石撫子（せんごくなでこ）に纏わる新たな怪事件が語られる。箱絵は髪が白蛇になった撫子が描かれている。小説のパッケージイラストに撫子が描かれるのは本作が初。
舞台となっているのは他のシリーズと同じ田舎町だが、本作では撫子が主人公のため彼女の通う公立七百一中学校の様子が描かれる。時系列的には『化物語』からおよそ4ヶ月後。ファーストシーズンの主人公・阿良々木暦（あららぎこよみ）の高校三年生の10月から11月にかけての時期となっており、『猫物語（白）』と『恋物語』の間となる。本作では撫子を語り部とする一人称視点で物語が進行し、今まで描かれることのなかった彼女の内面が描写されている。また、難しい熟語はひらがなで書かれていたり、語尾がですます調であったりと他のシリーズ作とは文体が異なる。
公式サイトの他、東京メトロのTokyo Metro ビジョンでは2011年の7月1日から7月15日までの間CMが公開された。CMではアニメ『化物語』で撫子を演じた花澤香菜がナレーションを務める。また、書店にはVOFANのイラストを用いた等身大の撫子POPが販促用に配布された。このPOPはセンサーを内蔵しており、人が近づくと花澤香菜の声でしゃべるようになっている。
オリコン調べによる書籍売上ランキングでは発売週に約13万部の売上を上げている。物語シリーズのセカンドシーズンの初週売上の中では最も多く売れた巻となった。7月25日付のランキングでは累計約17万部となっている。
他の〈物語〉シリーズと同様に、西尾維新アニメプロジェクトとして2013年夏よりアニメ化され、9月より放送が開始された。
アニメ『囮物語』の放送開始日である2013年9月21日の読売新聞の朝刊には、書き下ろしの短々編「なでこミラー」が掲載された。

## あらすじ

### なでこミラー
千石撫子は普段はあまり読書をしないのだが、以前に阿良々木暦が家に遊びに来た時に見栄を張って読んでもいない文学全集を部屋に持ち込んだことがある。それを片付ける時にたまたまロバート・ルイス・スティーブンスンの『ジキル博士とハイド氏』を手にして読んだのだった。その後、撫子は友達の阿良々木月火（あららぎつきひ）とその本について話しあう。ジキル博士とハイド氏はまるで鏡に映したように正反対だが、必要としあっていたようだという撫子に、月火は破滅的な関係だと答える。月火は撫子に対して、自分と全く逆の性格の子“逆撫子”が現れたらどうする？と問いかける。

### なでこメドゥーサ
公立七百一中学に通う千石撫子は大人しく、無口で、可愛い少女である。彼女は6月に恋愛がらみでクラスメイトから死に至る蛇の呪いを受け、危機一髪のところを、かつての同級生の兄である阿良々木暦（あららぎこよみ）に救われたことがある。
撫子は小学生の頃から暦に淡いようで深い恋心を抱き、両想いになりたいと願っていた。そんな中、撫子は10月31日に学校の自分の下駄箱に白い蛇がいるのを見かける。その蛇はすぐに消えてしまったが、その後も立て続けに蛇の姿を見かけ、白い蛇「クチナワ」から自分のご神体を探して欲しいと頼まれる。かつて同級生にかけられた呪いを解こうと蛇を切り刻んだことのある撫子は、その償いのために頼みを受け入れる。
しかし、ご神体を手に入れた撫子は蛇神の怪異になってしまう。暦は怪異を殺す力を持つ吸血鬼の忍を連れ、撫子を止めるべく北白蛇神社へと向かう。

## 登場キャラクター
千石 撫子（せんごく なでこ）
声 - 花澤香菜
公立七百一中学に通う14歳の2年生。6月に呪いのおまじないが流行したことで彼女の所属する2年2組の雰囲気は最悪になっており、二学期からはクラス委員長をしている。かつて友人から蛇切縄（じゃぎりなわ）の呪いを受けた時に、これを解こうとして蛇をぶつ切りにしたことがある。「クチナワ」と呼ばれる白い蛇神の怪異を見たことから新たな事件に巻き込まれる。
クチナワ
声 - 上田燿司
北白蛇神社で祀られている神。白い蛇の姿をしている。撫子からは「クチナワさん」と呼ばれている。撫子の蛇惨殺の償いとして、自身の失われた体（神社の神体）を探すよう要求する。
阿良々木 暦（あららぎ こよみ）
声 - 神谷浩史
私立直江津高校に通う18歳の3年生男子。春休み以来、幾度となく怪異がらみの事件に関係してきた。吸血鬼の不死性を宿しているため、回復力が高い。戦場ヶ原ひたぎという彼女がいる。
戦場ヶ原 ひたぎ（せんじょうがはら ひたぎ）
声 - 斎藤千和
私立直江津高校に通う18歳の3年生女子。かつて暦に助けられたことをきっかけに彼と付き合うようになった。
忍野 忍（おしの しのぶ）
声 - 坂本真綾
暦の影に封じられている500歳の吸血鬼。怪異の王であり、他の怪異をエナジードレインにより食らうことができる「怪異殺し」。現在は力の殆どを失い幼女の姿となっている。夜行性で普段は暦の影の中で眠っている。
阿良々木 月火（あららぎ つきひ）
声 - 井口裕香
栂の木第二中学に通う14歳の2年生。自称正義の味方で姉の火憐と共に「ファイヤーシスターズ」の異名を持ち、交友範囲は広い。撫子の幼馴染で幼い頃は暦と3人でよく遊んでいた。正義感は強いが性格はピーキーで度々暴走し、やり過ぎてしまう。
阿良々木 火憐（あららぎ かれん）
栂の木二中に通う15歳の3年生。暦の妹で、月火の姉にあたる。妹とは対照的に大ざっぱでガサツな性格。
忍野 扇（おしの おうぎ）
声 - 水橋かおり
直江津高校の1年生。忍野メメの姪を自称しているが、謎の多い存在。
笹藪（ささやぶ）先生
声 - 成田剣
七百一中学2年2組の担任の先生。名前からパンダ先生という愛称を付けられているが、痩せており外見はあまりパンダらしくはない。

## 書籍
- 西尾維新（著） / VOFAN（イラスト） 『囮物語』 講談社〈講談社BOX〉、2011年6月28日第1刷発行（6月29日発売[5]）、ISBN 978-4-06-283776-7

## テレビアニメ
2013年7月より放送されたテレビアニメ『〈物語〉シリーズ セカンドシーズン』で、本作の「なでこメドゥーサ」がセカンドシーズンの他5作品とともにTOKYO MXほかにて放送された。